# 約翰·豪威爾

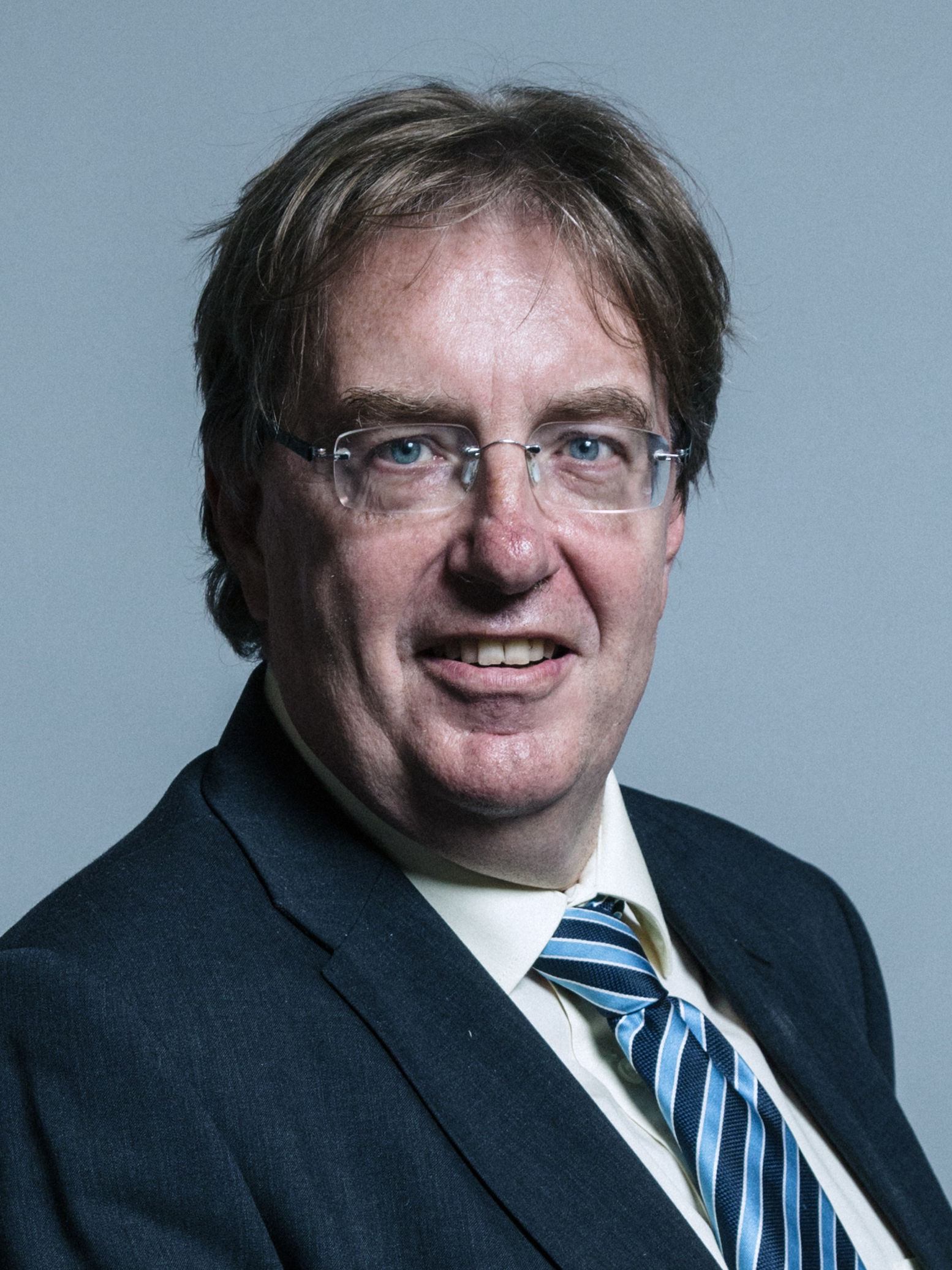

約翰·邁克爾·豪威爾，OBE，FSA，FRGS（英語：John Michael Howell，1955年7月27日—），英格蘭保守黨政治人物。自2008年開始，他擔任亨利選區選出的英國下議院議員。他畢業於爱丁堡大学 。